# Félix Tshisekedi
Félix Antoine Tshisekedi Tshilombo (n. 13 iunie 1963, Léopoldville, Republic of the Congo (Léopoldville)⁠(d)) este un politician congolez care ocupă funcția de președinte al acestei țări din 25 ianuarie 2019. El este liderul Uniunii pentru Democrație și Progres Social (UDPS), cel mai vechi și cel mai mare partid din RDC, succedâindu-i tatălui său Étienne Tshisekedi în acest rol, care a fost de trei ori prim-ministru al Zairului și lider al opoziției în timpul lui Mobutu Sese Seko. Tshisekedi a fost candidatul partidului UDPS la președinte la alegerile generale din decembrie 2018, pe care le-a câștigat, în ciuda acuzațiilor de nereguli din partea mai multor organizații de monitorizare a alegerilor și a altor partide de opoziție. Curtea Constituțională a RDC și-a menținut victoria după ce un alt politician din opoziție, Martin Fayulu, a contestat rezultatul. Tshisekedi a fost acuzat că a încheiat un acord cu predecesorul său, Joseph Kabila. Alegerile au marcat prima tranziție pașnică a puterii de când statul a obținut independența față de Belgia în 1960.
Din moment ce coaliția Frontului Comun pentru Congo (FCC), care este aliată cu Kabila, controla în continuare parlamentul și guvernele provinciale, capacitatea lui Tshisekedi de a guverna sau chiar de a numi un nou prim-ministru a fost limitată în primele șase luni ale mandatului său. El și-a numit partenerul de coaliție, Vital Kamerhe, ca șef de cabinet, la început desemnându-l prim-ministru, dar neavând sprijinul parlamentar pentru a-l numi. În mai 2019, el a ajuns la un acord cu majoritatea susținută de Kabila în parlament pentru a-l numi pe Sylvestre Ilunga prim-ministru. La 27 iulie 2019, negocierile s-au încheiat în cele din urmă între Tshisekedi și parlament, ajungând la un acord asupra formării unui nou cabinet.

## Copilăria timpurie și educație
Tshisekedi, membru al grupului etnic Luba, s-a născut în Kinshasa la 13 iunie 1963, fiind fiul mamei Marthe și tatălui Étienne Tshisekedi, care a servit ca prim-ministru al Zaire în anii 1990. A avut o viață confortabilă în capitală în timpul tinereții sale, dar când tatăl său a fondat UDPS la începutul anilor 1980 și s-a opus public lui Mobutu, Félix a fost obligat să-l însoțească în arest la domiciliu în satul său natal din Kasaï Central. Acest lucru a pus pe pauză studiile sale. În 1985, Mobutu i-a permis lui Félix, mamei sale și fraților săi să părăsească Kasaï. A continuat să locuiască în Bruxelles, Belgia, unde a lucrat în diferite slujbe și a devenit membru activ al UDPS.